# Storia delle campagne dell'esercito romano in età alto-imperiale
La storia delle campagne dell'esercito romano in età alto-imperiale rappresenta una cronologia di tutte le campagne militari del principato da Augusto agli imperatori Caro, Carino e Numeriano (dal 31 a.C. al 284) che ottennero la porpora imperiale al termine del periodo denominato anarchia militare, prima dell'avvento di Diocleziano e della Tetrarchia.

## Contesto storico
Rappresenta il definitivo passaggio dal periodo repubblicano al principato, al termine di una lunga fase di guerre civili durata oltre un cinquantennio (dall'88 al 31 a.C.): da Mario e Silla, a Cesare e Pompeo, fino ad Ottaviano ed Antonio.
Ottaviano era divenuto, di fatto, il padrone assoluto dello Stato romano, anche se formalmente Roma era ancora una repubblica e Ottaviano stesso nelle sue Res Gestae poté riconoscere di aver governato in questi anni in virtù del "potitus rerum omnium per consensum universorum" ("consenso generale"), avendo per questo motivo ricevuto una sorta di perpetua tribunicia potestas (certamente un fatto extra-costituzionale).
Fu così che sotto imperatori illuminati, quali furono Augusto e l'Optimus princeps di Traiano, la potenza militare di Roma poté mettere a segno grandi conquiste territoriali sia in Europa, sia in Oriente.

## Forze in campo
Gli imperatori romani poterono schierare, a partire da Augusto, un esercito composto da unità legionarie ed unità ausiliarie.
Sotto Augusto le legioni furono prima 28, ridotte poi a 25 dopo la disfatta di Teutoburgo del 9. In seguito raggiunsero le 30 unità prima sotto Domiziano, poi con Traiano ed ancora sotto Marco Aurelio, per poi essere aumentate a 33 unità con Settimio Severo, ed infine raggiungere le 37-38 unità sotto Aureliano.
Nel corso dei trecento anni di questo periodo storico, alcune fra queste legioni furono sciolte, altre perse in battaglia e ricostituite. Qui sotto trovate l'elenco di tali unità in ordine di numerazione:
- Legio I Augusta, Legio I Germanica, Legio I Adiutrix, Legio I Illyricorum, Legio I Italica, Legio I Macriana liberatrix, Legio I Minervia, Legio I Parthica,
- Legio II Adiutrix Pia Fidelis, Legio II Augusta, Legio II Italica, Legio II Parthica, Legio II Traiana Fortis o II Germanica,
- Legio III Augusta, Legio III Cyrenaica, Legio III Gallica, Legio III Italica, Legio III Parthica,
- Legio IIII Flavia Felix, Legio IV Italica, Legio IIII Macedonica, Legio IV Martia, Legio IIII Scythica,
- Legio V Alaudae, Legio V Macedonica, Legio V Martia,
- Legio VI Ferrata, Legio VI Victrix, Legio VI Gallicana, Legio VII Claudia Pia Fidelis, Legio VII Gemina, Legio VIII Augusta, Legio VIIII Hispana, Legio X Fretensis, Legio X Gemina,
- Legio XI Claudia Pia Fidelis, Legio XII Fulminata, Legio XIII Gemina, Legio XIIII Gemina Martia Victrix, Legio XV Apollinaris, Legio XV Primigenia,
- Legio XVI Gallica, Legio XVI Flavia Firma, Legio XVII, Legio XVIII, Legio XVIIII, Legio XX Valeria Victrix,
- Legio XXI Rapax, Legio XXII Deiotariana, Legio XXII Primigenia, Legio XXX Ulpia Victrix

Le dimensioni complessive dell'esercito passarono pertanto dai circa 300 000 armati ai tempi di Augusto fino a 380 000 armati sotto Antonino Pio per superare la cifra delle 420 000 unità ai tempi di Settimio Severo e raggiungere quasi quella dei 500 000 armati ai tempi di Aureliano e Probo.

## Cronologia delle guerre: dal 31 a.C. al 284 d.C.

### Dalla Repubblica al Principato: l'impero di Augusto (31 a.C. – 14 d.C.)

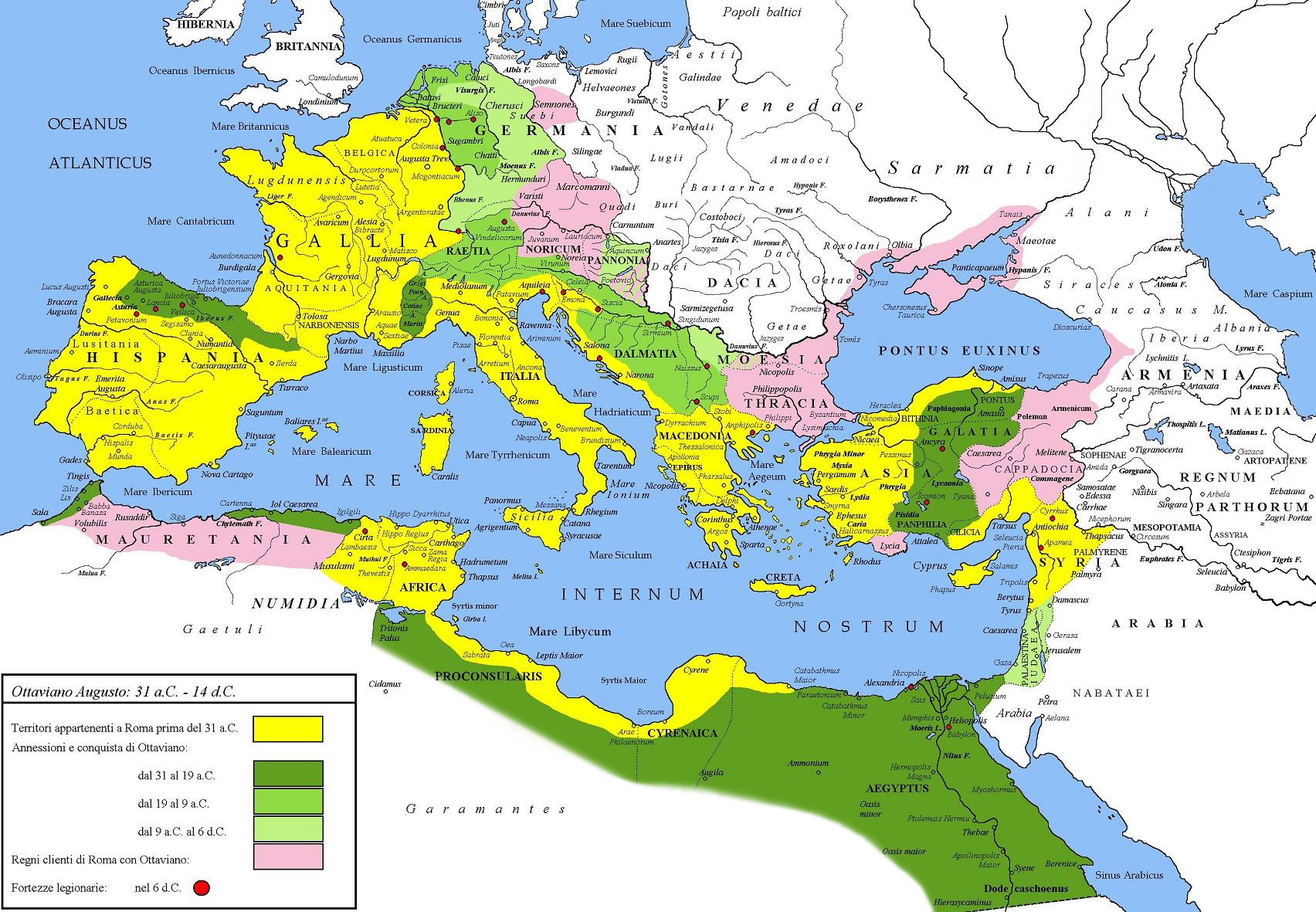
Le conquiste di Augusto fino al 6, prima della disfatta di Varo nella selva di Teutoburgo.

Sotto Augusto furono coinvolte quasi tutte le frontiere, dall'oceano settentrionale fino alle rive del Ponto, dalle montagne della Cantabria fino al deserto dell'Etiopia, in un piano strategico che prevedeva il completamento delle conquiste lungo l'intero bacino del Mediterraneo ed in Europa, con lo spostamento dei confini più a nord lungo il Danubio e più ad est lungo l'Elba (in sostituzione del Reno).
Le campagne di Augusto furono effettuate con il fine di consolidare le conquiste disorganiche dell'età repubblicana, le quali rendevano indispensabili numerose annessioni di nuovi territori; mentre l'Oriente poté rimanere più o meno come Pompeo e Antonio lo avevano lasciato, in Europa fra il Reno ed il Mar Nero fu necessaria una nuova riorganizzazione territoriale in modo da garantire frontiere più difendibili.

#### I confini orientali
Fu solo al termine della guerra civile, con la battaglia di Azio (nel 31 a.C.) e la conquista dell'Egitto (nel 30 a.C.) che Ottaviano poté concentrarsi sul problema partico e sull'assetto dell'intero Oriente romano. Il mondo romano si aspettava forse una serie di campagne e forse anche la conquista della stessa Partia, considerando che Augusto era il figlio adottivo del grande Cesare, il quale aveva progettato una campagna sulle orme del macedone.
Augusto in Oriente subito dopo la battaglia di Azio nel 30-29 a.C. e dal 22 al 19 a.C., oltre a quella di Agrippa fra il 23-21 a.C. e ancora tra il 16-13 a.C., dimostrava l'importanza di questo settore strategico. Fu necessario raggiungere un modus vivendi con la Partia, l'unica potenza in grado di creare problemi a Roma in Anatolia. Di fatto entrambi gli imperi avevano più da perdere da una sconfitta, di quanto potessero realisticamente sperare di guadagnare da una vittoria. Infatti, durante tutto il suo lungo principato, Augusto concentrò i suoi principali sforzi militari in Europa.
La Partia accettò di fatto che ad ovest dell'Eufrate Roma organizzasse gli stati a suo piacimento. Augusto infatti inglobò alcuni stati vassalli, trasformandoli in province, come la Galazia; rafforzò vecchie alleanze con re locali, come accadde ad Archelao, re di Cappadocia, ad Asandro re del Bosforo Cimmerio, e a Polemone I re del Ponto, oltre ai sovrani di Emesa, Iturea. Commagene, Cilicia, Calcide, Nabatea, Iberia, Colchide e Albania.
Il punto cruciale in Oriente era, però, costituito dal regno d'Armenia che, a causa della sua posizione geografica, era da un cinquantennio oggetto di contesa fra Roma e la Partia. Egli mirò a fare dell'Armenia uno Stato-cuscinetto romano, con l'insediamento di un re gradito a Roma.

#### I confini settentrionali
Augusto si dedicò, con l'aiuto di Agrippa, a portare a compimento una volta per tutte la sottomissione di quelle "aree interne" all'impero non ancora conquistate completamente.
La parte nord-ovest della penisola iberica fu condotta sotto il dominio romano dopo una serie di pesanti campagne militari in Cantabria durate 10 anni (dal 29 al 19 a.C.). La vicina Aquitania fu, intanto, percorsa dalle truppe di Marco Valerio Messalla Corvino che vi riportava l'ordine turbato dagli indigeni nel 28 a.C. La conquista dell'arco alpino, per dare maggior sicurezza interna ai valichi ed alle relazioni fra Gallia ed Italia cominciò nel 26-25 a.C. quando furono sottomessi i Salassi con la deduzione di Augusta Praetoria, per terminare nel 7 a.C. con la commemorazione di questi successi e l'erezione del celebre trofeo di La Turbie. Ecco come si espresse Floro sulla sconfitta dell'esercito di Varo:
(Floro, II.38.)
Ma fu la frontiera dell'Europa continentale che preoccupò Augusto più di ogni altro settore. Essa comprendeva due aree principali: quella danubiana e quella renana. A seguito dell'umiliante sconfitta subita nel 16 a.C. ad opera delle tribù dei Sigambri, Tencteri e Usipeti, gli eserciti romani spinsero a nord e ad est della Gallia arrivando sottomettere una larga parte della Germania, la cosiddetta Germania romana, frutto dell'occupazione augustea dal 12 a.C. al 9. d.C. La rivolta Pannonica del 6 d.C. costrinse Roma, almeno per il momento, a rinunciare all'idea di consolidare le proprie conquiste mediante l'invasione della Boemia, Nonostante la perdita di tre intere legioni nella sconfitta di Varo, per mano di Arminio, nella battaglia della foresta di Teutoburgo, Roma si riebbe dalla disfatta e continuò la sua espansione dentro e oltre i confini del mondo conosciuto, seppur rinunciando all'idea di spostare il limes dal Reno all'Elba.

### La dinastia giulio-claudia (14-68)

#### I confini orientali da Tiberio a Nerone

L'impero all'epoca di Claudio (37-54), imperatore che avviò la conquista della Britannia.

Le terre del Regno d'Armenia, tra il Mar Nero e il Mar Caspio, erano da tempo motivo di contesa tra Roma e l'impero dei Parti, con il controllo della regione che passava ripetutamente di mano tra i due contendenti. Grazie all'impiego di una potente cavalleria pesante e di mobili arcieri a cavallo, la Partia si era rivelata il più formidabile nemico orientale dell'impero romano. Già nel 53 a.C., il triumviro Crasso aveva pensato di invadere la Partia, ma perse la vita nella disastrosa battaglia di Carre. Negli anni che seguirono la disfatta, Roma fu dilaniata da guerre civili e quindi incapace di azioni militari contro la Partia.
I Parti costrinsero l'Armenia a sottomettersi dal 37 d.C. ma nel 47 i Romani riebbero già il controllo del regno, a cui offrirono lo status di cliente. Sotto Nerone, tra il 55 e il 63, i Romani intrapresero una campagna contro l'impero dei Parti, che aveva nuovamente invaso l'Armenia. Dopo essersi ripresi il regno nel 60, e averlo di nuovo perso nel 62, i Romani inviarono nel 63 Gneo Domizio Corbulone nei territori di Vologase I di Parthia, il quale riuscì a ricondurre allo status di cliente l'Armenia, che vi rimase fino al secolo seguente quando Traiano nel 117 la costituì provincia romana.

#### I confini settentrionali
Eserciti romani, al comando di Germanico, si spinsero in molte altre campagne contro le tribù germaniche di Marcomanni, Hermunduri, Chatti, Cherusci, Bructeri, e Marsi. Superando numerosi ammutinamenti degli eserciti dislocati lungo il Limes renano, Germanico sconfisse le tribù germaniche di Arminio in una serie di occasioni, culminate nella Battaglia di Idistaviso, l'attuale Weser (si veda alla voce: Spedizione di Germanico)
Sul continente, l'estensione dei confini dell'impero oltre il Reno rimase in bilico per un po', con l'imperatore Caligola che sembrava sul punto di invadere la Germania nel 39 d.C. e con Gneo Domizio Corbulo che attraversò effettivamente il Reno nel 47, per marciare nel territorio di Frisoni e Cauci prima che Claudio, successore di Caligola, ordinasse la sospensione di nuove azioni offensive oltre il Reno, fissando così quello che sarebbe diventato il: Limes Germanicus.

#### L'inizio della conquista della Britannia (43-68)
Dopo oltre un secolo dalle prime invasioni della Britannia, condotte su piccola scala da Cesare, nel 43 d.C. i Romani invasero in forze la Britannia, aprendosi la strada verso l'interno grazie a numerose battaglie contro le tribù britanniche, tra cui la battaglia del Medway, la battaglia del Tamigi, la battaglia di Caer Caradoc e la battaglia di Mona. Dopo una sollevazione generale in cui i Britanni saccheggiarono Camulodunum (Colchester), Verulamium (St Albans) e Londinium (Londra), i Romani soffocarono la ribellione della battaglia della strada Watling e iniziarono a premere a nord fino alla Scozia centrale nella battaglia del monte Graupius. Le tribù delle attuali Scozia e Inghilterra settentrionale si ribellarono ripetutamente contro il dominio romano tanto da indurre la realizzazione di due basi militari, dalle quali le truppe romane costruirono e presidiarono il Vallo di Adriano.

### L'anno dei quattro imperatori (69 d.C.)
Ancora una volta, allo scoppio di una nuova guerra civile, anche quest'ultima venne combattuta sul suolo italico. Dopo la morte di Nerone (nel 68), Otone aveva assassinato Galba (nel 69) e rivendicò per sé il trono. Tuttavia anche Vitellio, governatore della provincia della Germania inferiore, mirava ad ottenere il trono e marciò su Roma con le sue truppe. Dopo una battaglia non decisiva presso Antipoli, le truppe di Vitellio attaccarono la città di Placentia (Piacenza) nell'omonima battaglia, ma furono respinte dalle guarnigioni di Otone. Otone lasciò, quindi, Roma nel marzo e marciò su Placentia per incontrare il suo avversario. Nella battaglia di locus Castorum gli otoniani ebbero la meglio sugli avversari, e le truppe di Vitellio si ritirarono a Cremona. I due eserciti si incontrarono ancora sulla Via Postumia, nella prima battaglia di Bedriaco, a seguito della quale le truppe otoniane fuggirono al loro accampamento di Betriacum, per arrendersi il giorno dopo alle forze di Vitellio. Otone accettò il verdetto della battaglia: scelse di suicidarsi piuttosto che continuare a combattere. Intanto, le forze dislocate nelle province orientali della Giudea e della Siria, avevano acclamato Vespasiano imperatore, seguite dagli eserciti dislocati sulle provincie danubiane di Raetia e Moesia. Gli eserciti di Vespasiano e Vitellio si scontrarono nella seconda battaglia di Bedriaco, dopo la quale le truppe di Vitellio furono ricacciate negli accampamenti fuori Cremona, che furono presi. Quindi, le truppe di Vespasiano attaccarono la stessa Cremona, che capitolò.
Fingendo di volersi schierare al fianco di Vespasiano, Gaio Giulio Civile, un principe romanizzato della Batavia, aveva preso le armi e indotto gli abitanti del suo paese nativo a ribellarsi. Ai Batavi ribelli si affiancarono immediatamente numerose tribù germaniche confinanti, inclusi i Frisoni. Queste forze sospinsero le guarnigioni romane dislocate presso il Reno e sconfissero un esercito romano nella battaglia di Castra Vetera (dall'omonimo castrumlegionario), a seguito della quale vi fu la defezione, in favore della rivolta batava, di molte delle truppe romane stanziate lungo il Reno e in Gallia. Sorsero tuttavia, ben presto, dei contrasti fra le differenti tribù, che resero impossibile la cooperazione; Vespasiano, che aveva concluso con successo la guerra civile del 69, invitò Civile a deporre il comando del suo esercito e, avendone ricevuto un rifiuto, lo attaccò in forze con le sue legioni, sconfiggendolo nella battaglia di Augusta Treverorum.

### Guerre di frontiera dei Flavi (69-96)

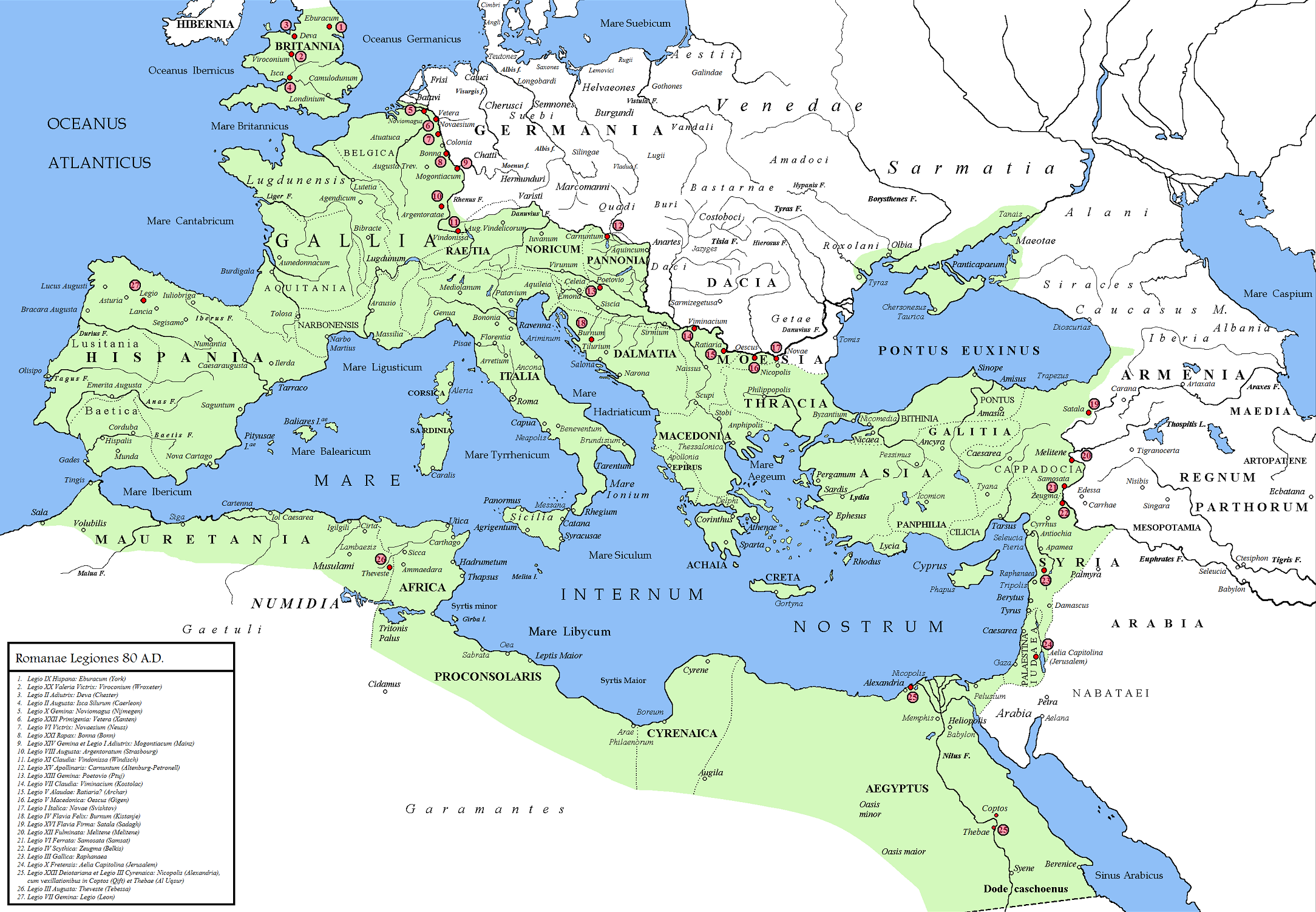
Il mondo romano nell'80 durante il principato di Tito.

#### La prima guerra giudaica (66–74)
La prima guerra giudaica, fu la prima delle tre importanti ribellioni degli Ebrei della provincia Giudea contro il potere imperiale. La provincia era da tempo una regione turbolenta con aspre violenze tra varie sette giudaiche in competizione e con una lunga storia di ribellioni. La collera degli Ebrei verso Roma era alimentata dai furti nei loro templi e dall'insensibilità romana – Tacito parla di disgusto e repulsione – verso la loro religione. Gli ebrei iniziarono i preparativi per la rivolta armata. I primi successi, compreso il respinto primo assedio di Gerusalemme, e la battaglia di Beth Horon non fecero che sollecitare maggiore attenzione da Roma, dove Nerone incaricò il generale Vespasiano di spegnere la rivolta. Vespasiano guidò le sue forze in una pulizia etnica delle aree in rivolta. Con l'anno 68, la resistenza ebraica nel nord era stata soffocata. Alcuni centri e città opposero resistenza ancora per qualche anno prima di cadere nelle mani dei Romani, portando all'assedio di Masada del 73 e al secondo assedio di Gerusalemme.

#### Le guerre di Domiziano in Occidente (81-96)
Domiziano, ultimo dei Flavi, adottò una politica estremamente aggressiva soprattutto in Occidente, cominciando una serie di guerre lungo i confini imperiali a partire dalla Britannia, per renderne più sicure le sue frontiere, ma anche alla ricerca di glorie militari. Si pose il problema se da un punto di vista strategico non fosse stato opportuno portare il dominio romano all'intera isola, annettendo così i territori dell'attuale Scozia e Galles. La guerra che ne scaturì fu di puro spirito imperialistico, ma ormai prossimo all'occupazione dell'intera isola, Domiziano decise di ritirare le armate, e di abbandonare la nuova linea difensiva del Gask Ridge e del Forth-Clyde nel nord della Scozia. Le ragioni furono probabilmente di natura strategico-militare, riconducibili alla necessità di utilizzare parte delle unità ausiliarie e legionarie della Britannia a vantaggio del fronte europeo continentale, dove andava consumandosi l'occupazione degli Agri decumates (vedi le campagne germaniche negli agri decumates degli anni 83-85), coeva all'opera di protezione del medio-basso corso del fiume Danubio (vedi le campagne daciche dell'85-89 e quelle suebo-sarmatiche dell'89-97).

### Le conquiste di Traiano: l'impero nella sua massima espansione (98-117)

L'impero romano nel 117 d.C., all'epoca di sua massima espansione sotto Traiano.

#### Confini settentrionali: la Dacia (98-106)
Traiano volse la sua attenzione verso la Dacia, un'area posta a nord di Macedonia e Grecia e ad est del Danubio. La Dacia era nell'agenda militare di Roma già fin dai tempi di Cesare quando, intorno al 74-72 a.C., durante la terza guerra mitridatica, i Daci di Burebista sconfissero un esercito romano nei pressi del fiume Danubio.
L'imperatore Traiano, successore di Domiziano, riprese le ostilità nei confronti della Dacia e, dopo un incerto numero di battaglie, sconfisse il condottiero Decebalo nella seconda battaglia di Tapae del 101. Con le truppe di Traiano a premere sulla capitale Sarmizegetusa Regia, Decebalo accettò nuovamente la resa. Decebalo utilizzo gli anni seguenti alla tregua per ricostruire le basi del suo potere per poi attaccare nuovamente le guarnigioni romane nel 105. Traiano penetrò ancora in Dacia, assediò Sarmizegetusa e la rase al suolo.

#### Confini orientali: Arabia, Armenia, Partia e Giudea
Piegata la Dacia, Traiano pose mano all'invasione dell'impero dei Parti in Oriente negli anni 114-117: ne conquistò per poco la capitale Ctesifonte, mettendo sul trono un re fantoccio e portando l'impero romano alla sua massima estensione.
Le frontiere orientali furono governate indirettamente per qualche tempo, attraverso un sistema di stati clienti che permetteva un impegno militare a più bassa intensità rispetto a quello richiesto in Occidente nello stesso periodo.
Nel pieno della campagna contro i Parti, nel 115, nella Palestina divampò ancora la rivolta, sfociando nella seconda guerra giudaica, nota anche come guerra di Kitos, che rese difficoltoso il mantenimento delle nuove conquiste, spingendo all'abbandono dei nuovi territori acquisiti di Mesopotamia ed Armenia.

### Il rafforzamento dei confini imperiali sotto Adriano ed Antonino Pio (117-161)

#### I confini settentrionali
Morto Traiano, Adriano decise di tornare allo status quo ante le campagne del 114-117 del suo predecessore, pur conservando la conquista della Dacia, ricca di miniere d'oro e argento, e cominciando a potenziare tutti i settori del limes con un sistema di fortificazioni sempre più complesso con: valli, mura, forti, fortini e torri di avvistamento. Egli, pertanto, si accordò con il re dei Parti per mantenere una situazione di relativa tranquillità lungo le frontiere orientali e tornò in occidente.
In occidente dovette fronteggiare una nuova crisi lungo il medio-basso corso del Danubio contro le popolazioni sarmatiche di Iazigi e Roxolani (117-119), al termine della quale erano concessi loro, tributi e territori precedentemente annessi alla Dacia di Traiano. Nuovi disordini scoppiarono anche in Britannia poco tempo dopo, al termine dei quali Adriano dispose la costruzione di un vallo fortificato, il cosiddetto Vallo di Adriano (122-128).
Dodici anni più tardi sotto il suo successore il confine era nuovamente riportato più a settentrione dopo una serie di vittoriose campagne militari con la costruzione di un nuovo vallo e la riapertura del sistema difensivo del Gask Ridge (142-144).
Lungo il Danubio la calma sembra regnò per un cinquantennio a parte alcune spedizioni punitive effettuate durante il principato di Antonino Pio nel Banato ed in Valacchia. Per il resto fu dato un re ai Quadi, ora popolo cliente ed alleato dei Romani.

#### I confini orientali e meridionali
In Oriente nel 132 scoppiò una nuova rivolta tra i Giudei, detta di Bar Kokhba, che poté essere soffocata nel sangue solo tre anni più tadi al termine di una difficile guerra interna (nel 135).
Un'invasione di Mauri fu respinta dalle armate romane durante il principato di Antonino Pio lungo il fronte africano occidentale, all'altezza della Mauretania.

### Le ultime guerre di conquista: da Marco Aurelio a Settimio Severo (161-211)
Alla morte di Antonino Pio, l'Impero romano, ormai in pace da lungo tempo subì una serie di attacchi contemporanei lungo molti dei suoi fronti. Sembrava di essere tornati al periodo delle grandi guerre dell'epoca di Traiano o di Augusto, mentre nell'Europa centro-orientale il mondo barbaro era scosso da forti agitazioni interne e da movimenti migratori tra le sue popolazioni che tendevano a modificare gli equilibri con il vicino mondo romano. Con la morte di Commodo andava ad esaurirsi la dinastia degli Antonini, alla cui fine scoppiò, dopo un breve regno da parte di Pertinace (nel 193), una nuova guerra civile che portò Settimio Severo al potere quale unico imperatore romano nel 197.

#### I confini settentrionali (161-211)

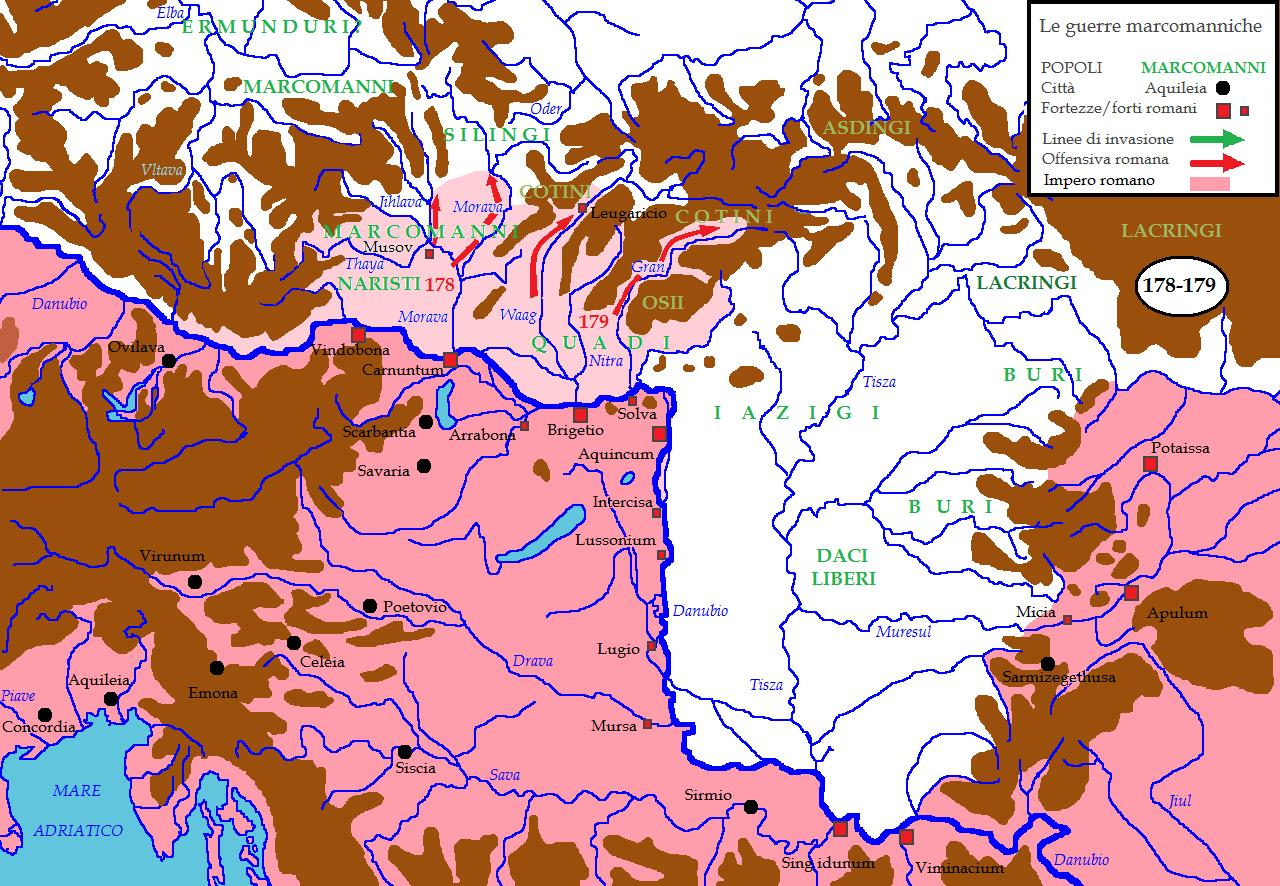
Il culmine delle guerre marcomanniche negli anni 178-179.

Durante le guerre partiche, gruppi tribali lungo il Reno e il Danubio approfittarono dei problemi di Roma sul limes orientale (compreso l'imperversare della pestilenza che i Romani avevano portato con sé al ritorno in patria) per lanciare una serie di raid e incursioni nei territori dell'impero: queste azioni, alla conclusione delle campagne orientali di Lucio Vero, sfociarono nelle guerre marcomanniche.
Nel 166/167, avvenne il primo scontro lungo le frontiere della Pannonia, ad opera di poche bande di predoni longobardi e osii, che, grazie al pronto intervento delle truppe di confine, furono prontamente respinte. La pace stipulata con le limitrofe popolazioni germaniche a nord del Danubio fu gestite direttamente dagli stessi imperatori, Marco Aurelio e Lucio Vero, ormai diffidenti nei confronti dei barbari aggressori e recatisi per questi motivi fino nella lontana Carnuntum (nel 168). La morte prematura del fratello Lucio (nel 169 poco distante da Aquileia), ed il venir meno ai patti da parte dei barbari, portò una massa mai vista prima d'allora, a riversarsi in modo devastante nell'Italia Settentrionale fin sotto le mura di Aquileia, il cuore della Venetia. Enorme fu l'impressione provocata: era dai tempi di Mario che una popolazione barbara non assediava dei centri del nord Italia.
Si racconta che Marco Aurelio combatté una lunga ed estenuante guerra contro le popolazioni barbariche, prima respingendole e "ripulendo" i territori dell'Italia nord orientale, Norico e Rezia (170-171), poi contrattaccando con una massiccia offensiva in territorio germanico, che richiese diversi anni di scontri, fino al 175. Questi avvenimenti costrinsero lo stesso imperatore a risiedere per numerosi anni lungo il fronte pannonico, senza mai far ritorno a Roma. La tregua apparentemente sottoscritta con queste popolazioni, in particolare Marcomanni, Quadi e Iazigi, durò però solo un paio d'anni. Alla fine del 178 l'imperatore Marco Aurelio era costretto a fare ritorno nel castrum di Brigetio da dove, nella successiva primavera del 179, fu condotta l'ultima campagna. La morte dell'imperatore romano nel 180 pose presto fine ai piani espansionistici romani e determinò l'abbandono dei territori occupati della Marcomannia, anche se per alcuni anni la guerra continuò nei territori compresi tra la Pannonia inferiore e la Dacia (fino al 188/189).
Nuovi disordini scoppiarono invece sotto Settimio Severo in Britannia, costringendo il nuovo imperatore ad intraprendere una serie di campagne militari fino alla sua morte avvenuta nel 211 e riportando i confini imperiali alla linea del vallo Antonino e del Gask Ridge, abbandonata fin dal principato di Marco Aurelio attorno al 163/165.

#### I confini orientali (161-198)
Nel 161, un rivitalizzato impero partico rinnovò il suo assalto, sconfiggendo due eserciti romani e invadendo l'Armenia e la Siria. Lucio Vero, fratello e coimperatore di Marco Aurelio, e il generale Gaio Avidio Cassio, furono inviati nel 162 a contrastare la reviviscente Partia. In questa campagna la città di Seleucia sul Tigri fu distrutta e la capitale Ctesifonte fu data alle fiamme e rasa al suolo nel 164, insieme al suo palazzo, da Avidio Cassio. I Parti accondiscesero alla pace ma furono costretti a cedere la Mesopotamia occidentale ai Romani.
Nel 197, Settimio Severo intraprese una breve e vittoriosa guerra contro l'impero partico quale ritorsione per l'appoggio dato al suo rivale al trono imperiale Pescennio Nigro. La capitale Ctesifonte fu saccheggiata dall'esercito romano, e la metà settentrionale della Mesopotamia fu restituita a Roma.

### La crisi del III secolo (212-284)
Poiché l'esercito era spesso più incline a sostenere i propri comandanti che l'imperatore, quegli stessi comandanti potevano acquisire il controllo esclusivo sulle armate loro assegnate e utilizzare questo potere per usurpare il trono imperiale. La cosiddetta "crisi del III secolo" comprende tutti quei disordini, omicidi, usurpazioni di potere, lotte intestine, la cui origine viene tradizionalmente associato all'assassinio dell'imperatore Alessandro Severo nel 235. Tuttavia, Cassio Dione Cocceiano indica nell'anno 180 la data di avvio di un più generale declino dell'impero, in coincidenza con l'ascesa al potere di Commodo, un giudizio su cui concorda anche Edward Gibbon, mentre Philip Matyszak arriva addirittura ad affermare che "la disgregazione [...] era iniziata ben prima".
Ma, anche a non voler considerare la crisi del III secolo come l'inizio assoluto del declino di Roma, essa nondimeno segnò una notevole lacerazione per l'impero, in cui i Romani si trovarono a muoversi guerra l'uno con l'altro in un modo di cui non si aveva memoria se non dai convulsi giorni che segnarono la fine della Repubblica. Nello spazio di un solo secolo, ben ventisei ufficiali rivendicarono a sé il potere e regnarono su parti dell'impero per mesi o addirittura per giorni, finendo sempre, salvo che in due casi, di morte violenta.
L'epoca fu caratterizzata da eserciti spesso più inclini a combattere se stessi piuttosto che i nemici esterni, fino a toccare il fondo nel 258. Ironia della sorte, mentre furono le usurpazioni a determinare la frammentazione interna dell'impero, fu proprio la potenza di molti generali lungo la frontiera a renderne possibile la riunificazione con la forza delle armi.
La situazione era complessa, spesso con tre o più usurpatori contemporaneamente presenti. Settimio Severo e Pescennio Nigro, entrambi generali ribelli promossi imperatori dalle loro truppe, entrarono in conflitto per la prima volta nel 193 nella battaglia di Cizico, nella quale Nigro fu sconfitto. Ci vollero tuttavia altre due sconfitte nella battaglia di Nicea, quello stesso anno, e nella battaglia di Isso, l'anno dopo, perché Nigro fosse definitivamente battuto. Quasi immediatamente dopo che le aspirazioni di Nigro sulla corona imperiale fossero messe a tacere, Severo si trovò a contendere con un altro rivale al trono nella persona di Clodio Albino, che inizialmente era stato un suo alleato. Albino fu proclamato imperatore dalle sue truppe in Britannia e, giunto in Gallia attraverso la Manica, sconfisse in battaglia il generale di Severo Virio Lupo, prima di essere a sua volta sconfitto e ucciso nella battaglia di Lugdunum (Lione) da Severo in persona.
Dopo questi tumulti, Severo non dovette più fronteggiare minacce interne per tutta la durata del suo regno, e anche il suo successore Caracalla poté regnare per un pezzo ininterrottamente prima che fosse ucciso da Macrino, che si autoproclamò imperatore al suo posto. Nonostante lo status di Macrino venisse ratificato dal Senato, le truppe di Vario Avito proclamarono invece il loro comandante: i due, nel 218, si incontrarono pertanto in battaglia ad Antiochia, da cui Macrino uscì sconfitto. Ma lo stesso Avito – meglio noto come Eliogabalo – fu assassinato poco dopo e anche Alessandro Severo, proclamato imperatore sia dalla Guardia pretoriana che dal senato, fu a sua volta assassinato dopo un breve regno. I suoi assassini avevano agito a beneficio dell'esercito, insofferente della propria condizione sotto il suo comando, che preferì innalzare al suo posto Massimino Trace. Tuttavia, così come fu innalzato agli onori del potere dalle proprie truppe, così da quelle stesse truppe fu rovesciato: pur avendo vinto la battaglia di Cartagine contro un Gordiano II fresco di nomina senatoria, fu ucciso dalle stesse forze che lo avevano sostenuto no appena a queste parve non sufficientemente all'altezza da poterla spuntare con il nuovo candidato senatoriale al potere imperiale, Gordiano III.
Il destino di Gordiano III non è conosciuto con certezza, anche se è possibile che sia stato ucciso da Filippo l'Arabo, suo successore, che regnò solo per pochi anni prima che l'esercito elevasse un altro generale a imperatore proclamato, questa volta Decio, che, per impossessarsi del trono, sconfisse Filippo nella battaglia di Verona del 249. Molti generali che seguirono, non poterono battersi come usurpatori del potere, per il semplice motivo che furono uccisi dalle loro stesse truppe prima che la contesa avesse inizio; il che per lo meno serviva ad attenuare momentaneamente le perdite di uomini sacrificati alla causa dei conflitti interni. 
Il solo a far eccezione a questa regola fu Gallieno che, negli anni in cui regnò da solo, dal 260 al 268, dovette confrontarsi con un notevole dispiegamento di usurpatori, di cui si conserva un'eco nei Tyranni triginta dell'Historia Augusta, molti dei quali furono da lui sconfitti in accanite battaglie. Agli eserciti furono tuttavia risparmiate ulteriori corpo a corpo fino a circa il 273-274, quando Aureliano sconfisse Tetrico, usurpatore gallico secessionista, nella battaglia di Chalons, che segnò la riannessione dell'Impero delle Gallie al corpo dell'impero. La successiva decade vide il succedersi di una serie quasi incredibile di usurpatori, talvolta 3 in contemporanea, tutti a contendere per lo stesso seggio imperiale. Molte delle battaglie non sono documentate, principalmente a causa dei disordini dell'epoca, fino a quando Diocleziano, egli stesso un usurpatore, non sconfisse Carino nella battaglia del fiume Margus per divenire, così, imperatore.

#### Conflitti con l'impero sasanide (224-284)
L'imperatore Caracalla, figlio di Severo, nel 215 alla testa di una "pseudo-falange" di 60 000 armati (sull'esempio di Alessandro Magno) penetrò nel territorio dei Parti riuscendo a spostare la frontiera della provincia romana di Mesopotamia più ad oriente, anche se un tentativo di invadere l'Armenia si rivelò del tutto inutile. L'anno seguente (nel 216) decise di invadere la Media, devastando l'Adiabene fino ad Arbela. Al termine di quest'anno tornò a svernare ad Edessa, ma l'anno successivo fu ucciso durante una gita a Carre, interrompendo una nuova possibile campagna contro i Parti. Nel 224, l'impero dei Parti fu piegato non dai Romani ma dal ribelle re-vassallo persiano Ardashir, fondatore in Persia dell'Impero sasanide, sostituitosi alla Partia nel ruolo di maggior rivale di Roma ad oriente.
Dopo aver rovesciato la confederazione dei Parti, l'Impero sasanide, che crebbe sulle rovine, perseguì una politica espansionistica più aggressiva dei suoi predecessori e continuò con le guerre contro Roma. Nel 230, il primo imperatore sasanide attaccò dei territori romani, dapprima in Armenia e quindi in Mesopotamia, ma le perdite romane vennero in gran parte restaurate da Severo nel giro di pochi anni. Nel 243, l'esercito dell'imperatore Gordiano III riprese le città romane di Hatra, Nisibis e Carre ai Sasanidi dopo aver vinto la battaglia di Resena anche se quello che accadde dopo non è chiaro: fonti persiane rivendicano la sconfitta e la morte di Gordiano nella battaglia di Misikhe mentre fonti romane menzionano questa battaglia solo come un'insignificante battuta d'arresto e suggeriscono che Gordiano sia morto altrove.
Di sicuro, i Sasanidi non si lasciarono intimidire dalle precedenti battaglie contro Roma tanto che nel 253, con Sapore I, penetrarono più volte profondamente in territorio romano, sconfissero le forze romane nella battaglia di Barbalisso, presero e saccheggiarono Antiochia nel 252 dopo averla stretta d'assedio. I Romani recuperarono Antiochia nel 253, e l'imperatore Valeriano raccolse un esercito con cui marciò ad est verso le frontiere dei Sasanidi. Nel 260 i Sasanidi sconfissero i Romani nella battaglia di Edessa e catturarono l'imperatore Valeriano.

#### Conflitti con le genti germano-sarmatiche in Europa (212–284)

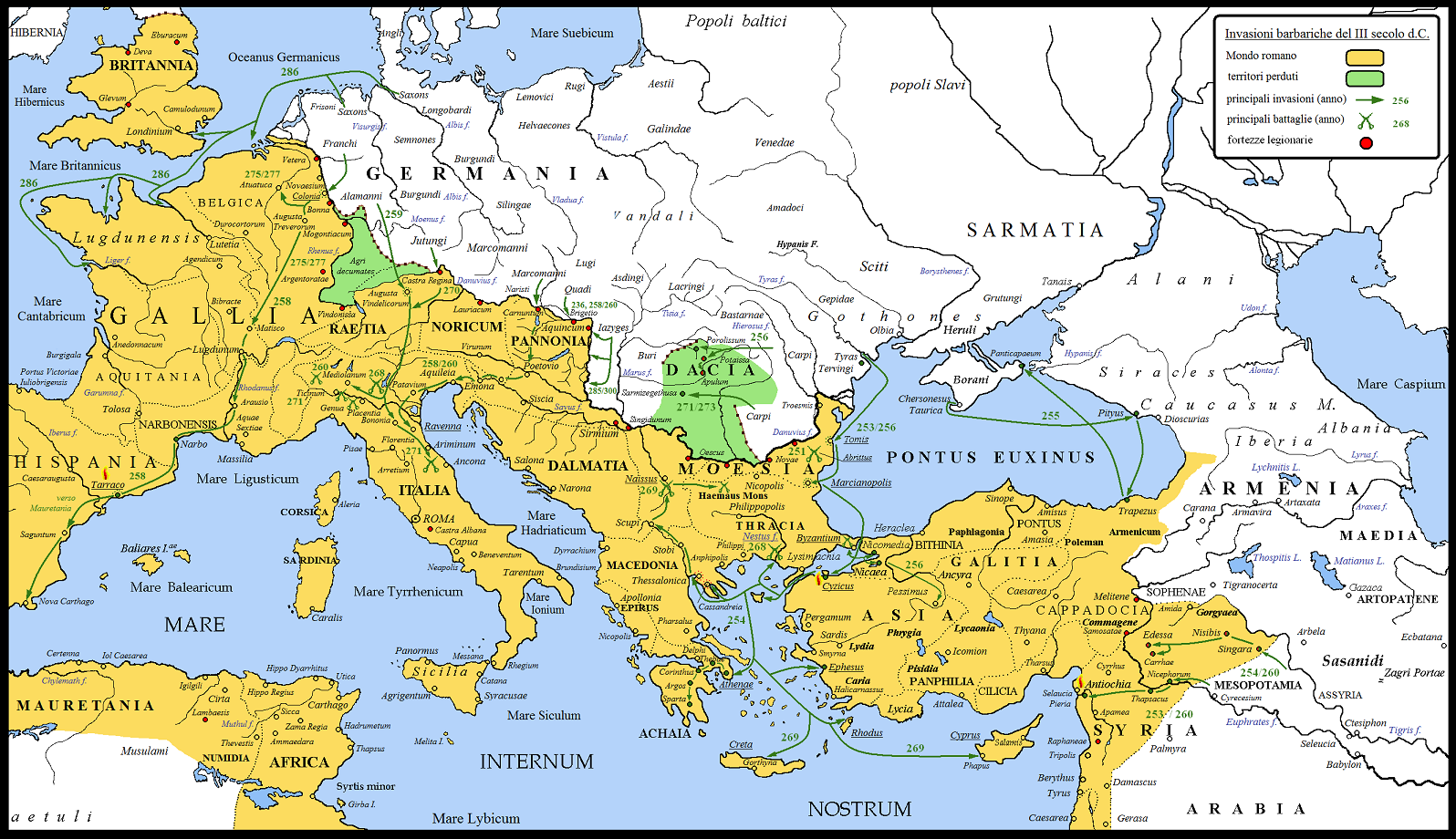
Le invasioni barbariche del III secolo comportarono la perdita di due aree strategiche fondamentali per l'impero romano: gli Agri decumates e la Dacia.

Sebbene il problema dei grandi raggruppamenti tribali accalcati alle porte dell'impero non differisse da quanto Roma aveva già conosciuto nei secoli precedenti, le invasioni barbariche del III secolo segnarono una marcata crescita nella minaccia globale, anche se è non chiaro se il fenomeno fosse dovuto ad un aumento della pressione esterna, o se dipendesse invece, da una diminuita capacità di Roma nel fronteggiare la minaccia.
I Carpi e i Sarmati, che Roma era riuscita a tenere a bada in più di un'occasione, furono sostituiti una nuova federazione tribale proveniente da est, i Goti. Allo stesso modo, Quadi e Marcomanni, già sconfitti da Roma, furono rimpiazzati dalla grande confederazione degli Alamanni.
La pressione esercitata dai gruppi tribali che premevano sull'impero, fu il risultato finale di una concatenazione di eventi e migrazioni le cui lontane radici si trovavano molto ad est: Gli Unni asiatici dalle steppe russe avevano attaccato i Goti, che a loro volta attaccarono i Daci, gli Alani e i Sarmati nei pressi o all'interno delle frontiere dell'impero.
I Goti si spinsero oltre il Danubio ingaggiando battaglia a Beroe (Augusta Traiana, l'attuale Stara Zagora), a Filippopoli (presso l'omonima città) nel 250 e nella battaglia di Abritto (presso Nicopoli nel 251). Sia i Goti che gli Eruli devastarono dapprima l'Egeo e, in seguito, la Grecia, la Tracia e la Macedonia.
I Visigoti si affacciarono per la prima volta sulla storia, come popolo distinto, nella devastante e massiccia invasione del 268, durante la quale dilagarono in Mesia e nella penisola balcanica, invadendo l'Acaia, la Macedonia, la Ponto e la provincia d'Asia, e invasero le province romane della Pannonia e dell'Illyricum arrivando a minacciare la stessa Italia.
Per quanto riguarda invece gli Alamanni, questi erano stati quasi continuamente impegnati in conflitti con l'impero romano, con bande armate che attraversavano di frequente il limes, attaccando la Germania Superior. Ma fu solo nel contesto della massiccia invasione gotica del 268, che si ebbe la prima importante offensiva degli Alamanni in territorio romano. In quell'anno, infatti, i Romani furono costretti a sguarnire di truppe molte delle loro frontiere germaniche sia in risposta all'invasione gotica, sia per l'iniziativa con cui Gallieno volle contrastare il tentativo di usurpazione di Aureolo, arroccatosi a Milano. Gli Alamanni colsero l'opportunità e lanciarono un'importante invasione verso la Gallia e, attraverso il Brennero, verso la stessa Italia settentrionale.
Tuttavia, i Goti furono sconfitti in battaglia, nell'estate di quello stesso anno, presso l'attuale frontiera italo-slovena, per poi essere messi in rotta nella battaglia di Naisso (Niš) da Gallieno, Claudio il Gotico e Aureliano; questi, ritornati in Italia, sconfissero anche gli Alemanni nella battaglia del lago Benaco. Dopo le sconfitte subite, i Goti rimasero ancora una minaccia importante per l'impero, ma per molti anni diressero i loro attacchi lontano dall'Italia. Nel 284 d.C., sotto Massimiano, contingenti gotici furono addirittura arruolati come truppe ausiliarie dell'esercito romano.

## Conseguenze
Dall'avvento di Massimino il Trace, si assistette ad un progressivo ma ineluttabile cambio di direzione; figure che dell'esercito erano espressione, i viri militares, spesso di modesta origine e cresciuti nei ranghi delle legioni del limes, ottennero ruoli e poteri che prima erano riservati ai membri delle famiglie senatorie, italiche o provinciali. È dagli eserciti maggiormente impegnati sul fronte del contenimento che questi uomini sortirono; e fra questi, l'ampio settore danubiano e pannonico in particolare diede i natali ad imperatori quali Decio, Claudio il Gotico, Probo, Valentiniano I Sebbene di maggior peso, l'area danubiana non fu l'unica culla di imperatori ed usurpatori e la mancanza di un forte potere centrale a Roma rappresentato dal Senato provocò in più di un'occasione la disgregazione momentanea dell'Impero, come nel caso dell'Impero delle Gallie e del Regno di Palmira. Ma ciò dimostrò anche che la difesa dell'Impero ormai non poteva più essere affidata ad un solo uomo, a meno di non rivoluzionare l'intera struttura amministrativa delle province: cosa che, passata la tempesta, cercò di attuare Diocleziano.

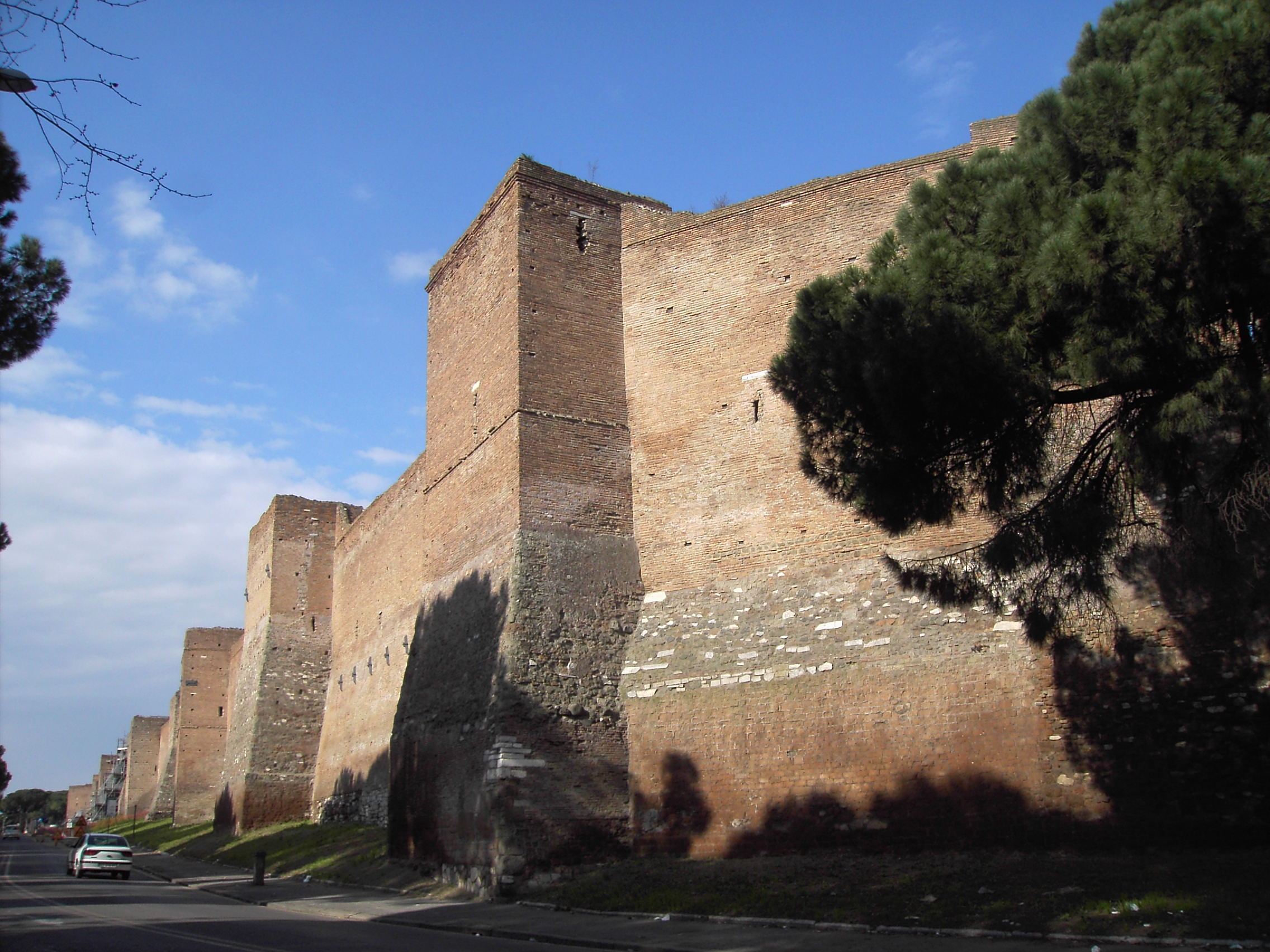
Le Mura aureliane tra Porta San Sebastiano e Porta Ardeatina

Lo sforzo intrapreso dagli augusti che si susseguirono nel corso del III secolo, vuoi a causa della mancanza di un progetto a lungo termine, vuoi per la crisi economica che investì il sistema tributario romano, non riuscì a salvare l'integrità dell'Impero così come esso si presentava alla fine del II secolo: in particolare la provincia di Dacia, e i cosiddetti Agri decumates fra Germania e Rezia furono abbandonati. L'Impero era ora del tutto ad occidente dei due grandi fiumi europei, il Reno ed il Danubio. Era chiaro che qualsiasi sforzo per il mantenimento dello status quo non avrebbe prodotto risultati all'interno della gabbia istituzionale creata a suo tempo da Augusto: una nuova era alle porte e, sebbene le invasioni barbariche non avessero provocato da sole la crisi del III secolo, esse accelerarono quel processo di disgregazione e allontanamento tra Occidente ed Oriente che sarebbe stata alla base della Tarda antichità. Roma, dal canto suo, perse nel corso del III secolo il ruolo di caput mundi: le frontiere non furono mai così lontane e così vicine allo stesso modo. Aureliano si convinse a dotare la città di mura; erano passati sette secoli dall'ultima pietra posta a difesa dell'Urbe.

### Fonti antiche
- Cassio Dione Cocceiano, Storia romana
  - Traduzione inglese su LacusCurtius di Bill Thayer
- Floro, Epitome di Tito Livio
  - testo latino e versione inglese su LacusCurtius
- Livio, Ab Urbe condita

 Testo latino completo su VICIFONS
- -  Testo latino e traduzione italiana, su latin.it.
- Giordane, De origine actibusque Getarum
  - Testo latino su The Latin Library
  - Traduzione inglese dai Northern European Studies Texts della Northvegr Foundation
- Plutarco, Vite parallele

 Testo greco su Βικιθήκη
- - Versione inglese su LacusCurtius
- Polibio, Storie
  - Versione inglese su LacusCurtius
  - Testo greco e versione inglese su Perseus Project
- Tacito, Annales
  - Testo latino e versione inglese su Perseus Project
- Tacito, Historiae

 Testo latino completo su VICIFONS
- - Perseus Project. Testo latino e versione inglese su Perseus Project

### Letteratura storiografica moderna
- John Bagnell Bury, History of the Later Roman Empire, 1889 su LacusCurtius
- Norman Frank Cantor, Antiquity, Perennial Press, 2004, ISBN 0-06-093098-5
- Gerard Chaliand (ed.), The Art of War in World History, University of California Press, 1994, ISBN 0-520-07964-7
- Tony Clunn, In Quest of the Lost Legions, Arminius Publishing, 1999, ISBN 0-9544190-0-6
- Arther Ferrill, The Fall of the Roman Empire: The Military Explanation, Thames and Hudson, 1988, ISBN 0-500-27495-9
- James Earle Fraser, The Roman Conquest Of Scotland: The Battle Of Mons Graupius AD 84, Tempus Publishing, 2005, ISBN 0-7524-3325-3
- Edward Gibbon, The Decline and Fall of the Roman Empire (a stampa: Penguin Books, 1985, ISBN 0-14-043189-6)
  - it: Storia della decadenza e caduta dell'Impero Romano. Traduzione a cura di Giuseppe Frizzi. Einaudi, 1987.
- Raymond W. Goldsmith, An Estimate of the Size and Structure of the National Product of the Early Roman Empire, Journal of the International Association for Research in Income and Wealth, 30, 1984
- Adrian Goldsworthy, In the Name of Rome: The Men Who Won the Roman Empire, Weidenfield and Nicholson, 2003, ISBN 0-297-84666-3
- Adrian Goldsworthy, The Complete Roman Army, Thames and Hudson, 2003, ISBN 0-500-05124-0
- Michael Grant, The History of Rome, Faber and Faber, 1993, ISBN 0-571-11461-X
- Victor Davis Hanson, Carnage and Culture, Hanson Press, 2002, ISBN 0-385-72038-6
- Albert Harkness, The Military System Of The Romans, University Press of the Pacific, 2004, ISBN 1-4102-1153-3
- Peter Heather, The Fall of the Roman Empire: A New History, Macmillan Publishers, 2005, ISBN 0-330-49136-9
- Boris Johnson, The Dream of Rome, Harper Press, 2006, ISBN 0-00-722441-9
- Arnold Hugh Martin Jones, The Later Roman Empire, Johns Hopkins University Press, 1964, ISBN 0-8018-3285-3
- Robin Lane Fox, The Classical World, Penguin Books, 2005, ISBN 0-14-102141-1
  - it: Il mondo classico. Storia epica di Grecia e di Roma, Torino, Einaudi, 2007 ISBN 978-88-06-18334-9
- Edward Luttwak, The Grand Strategy of the Roman Empire, Johns Hopkins University Press, ISBN 0-8018-2158-4
  - La grande strategia dell'impero romano, 1997, Bur Rizzoli, ISBN 978-88-17-11541-4
- Philip Matyszak, The Enemies of Rome, Thames and Hudson, 2004, ISBN 0-500-25124-X
  - I grandi nemici di Roma antica, Newton Compton, 2008 ISBN 978-88-541-0859-2
- Theodor Mommsen, The History of Rome
  - Storia di Roma antica, Sansoni, 2001 ISBN 88-383-1879-4
- Robert Franklin Pennell, Ancient Rome: From the earliest times down to 476 A. D.
- Nigel Rodgers, The Roman Army: Legions, Wars and Campaigns: A Military History of the World's First Superpower From the Rise of the Republic and the Might of the Empire to the Fall of the West , Southwater, 2005, ISBN 1-84476-210-6
- Antonio Santosuosso, Storming the Heavens: Soldiers, Emperors and Civilians in the Roman Empire, Westview Press, 2001, ISBN 0-8133-3523-X
- Bruce Trigger, Understanding Early Civilizations, Cambridge University Press, 2003, ISBN 0-521-82245-9
- Michael Wood, In Search of the First Civilizations, BBC Books, 1992, ISBN 0-563-52266-6
- George Patrick Welch, Britannia: The Roman Conquest and Occupation of Britain, Hale, 1963, OCLC 676710326